# Clayton (Victoria)
Pour les articles homonymes, voir Clayton.
Clayton est une banlieue de Melbourne de l’État du Victoria, en Australie.